# Patrick O'Bryant
Patrick O'Bryant est un joueur américain de basket-ball né le 20 juin 1986 à Oskaloosa dans l'Iowa.
Il évolue dans la franchise NBA des Toronto Raptors.
Sa carrière en NBA commence lors de la saison NBA 2006-2007 dans le club des Golden State Warriors.